# كأس نيوزيلندا 1999
كأس نيوزيلندا 1999 (بالإنجليزية: 1999 Chatham Cup)‏ هو موسم من كأس نيوزيلندا. فاز فيه Dunedin Technical ‏.